# Margarete von Kleve († 1411)

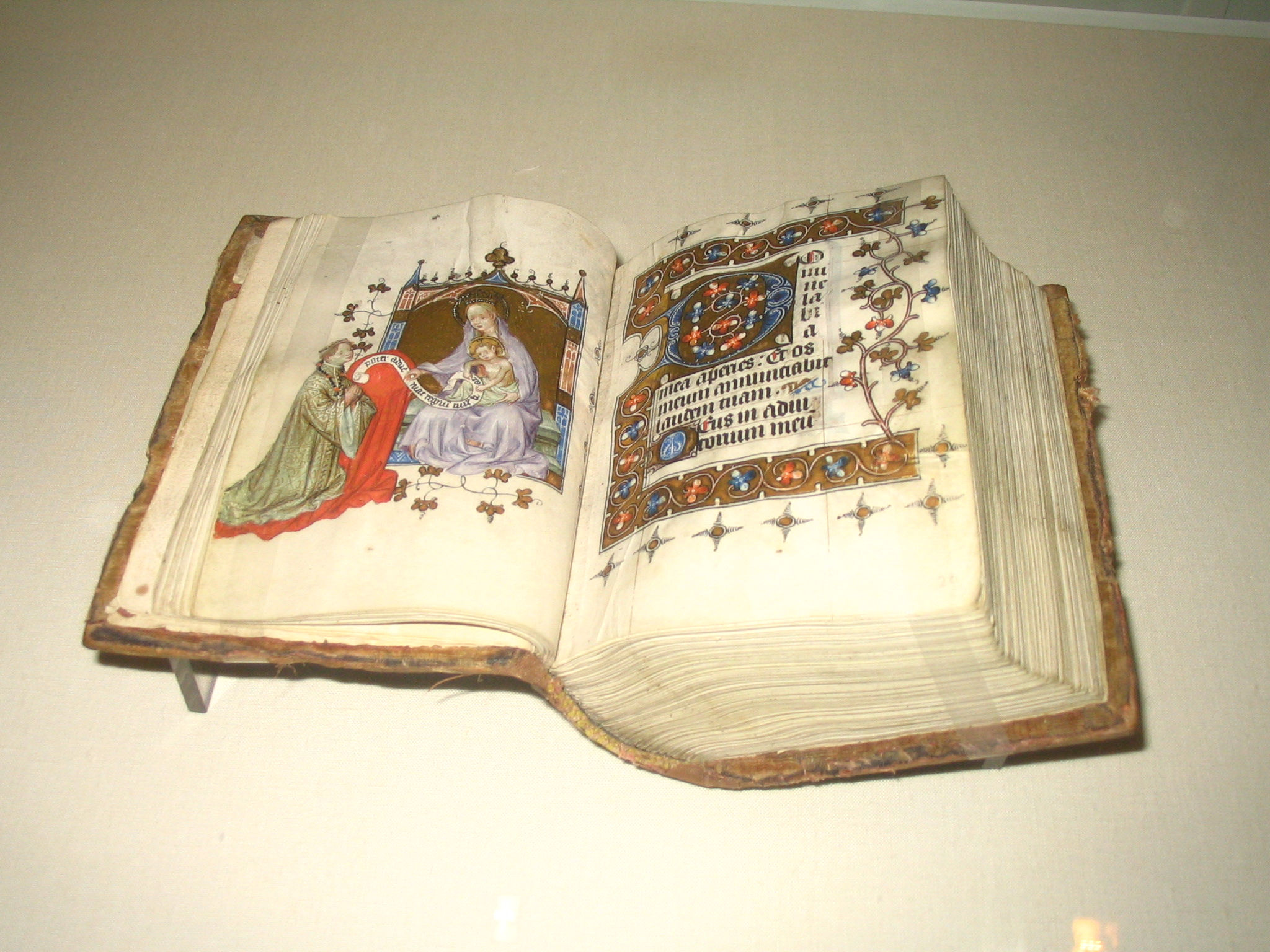
Das Stundenbuch der Margarete von Kleve (Museu Calouste Gulbenkian, Lissabon)

Margarete von Kleve (* um 1375; † 14. Mai 1411) war die älteste Tochter Graf Adolfs I. von Kleve aus dem Haus der Grafen von der Mark und seiner Ehefrau Margarete von Jülich. Am 19. oder 30. März 1394 wurde sie in Köln die zweite Ehefrau Herzog Albrechts I. von Bayern-Straubing-Holland. Die Ehe blieb kinderlos. Albrecht starb 1404, Margarete überlebte ihn um sieben Jahre. Bestattet wurde sie wahrscheinlich im Dominikanerkloster in Den Haag, das sie 1403 zusammen mit ihrem Ehemann gestiftet hatte.
Ein für sie geschaffenes Stundenbuch befindet sich heute im Museu Calouste Gulbenkian in Lissabon.